# سارة بلامر ليمون

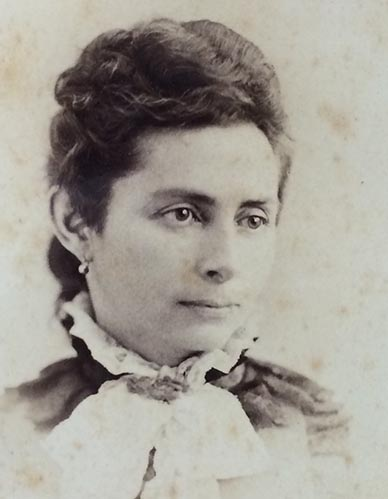
سارة ليمون عام 1865

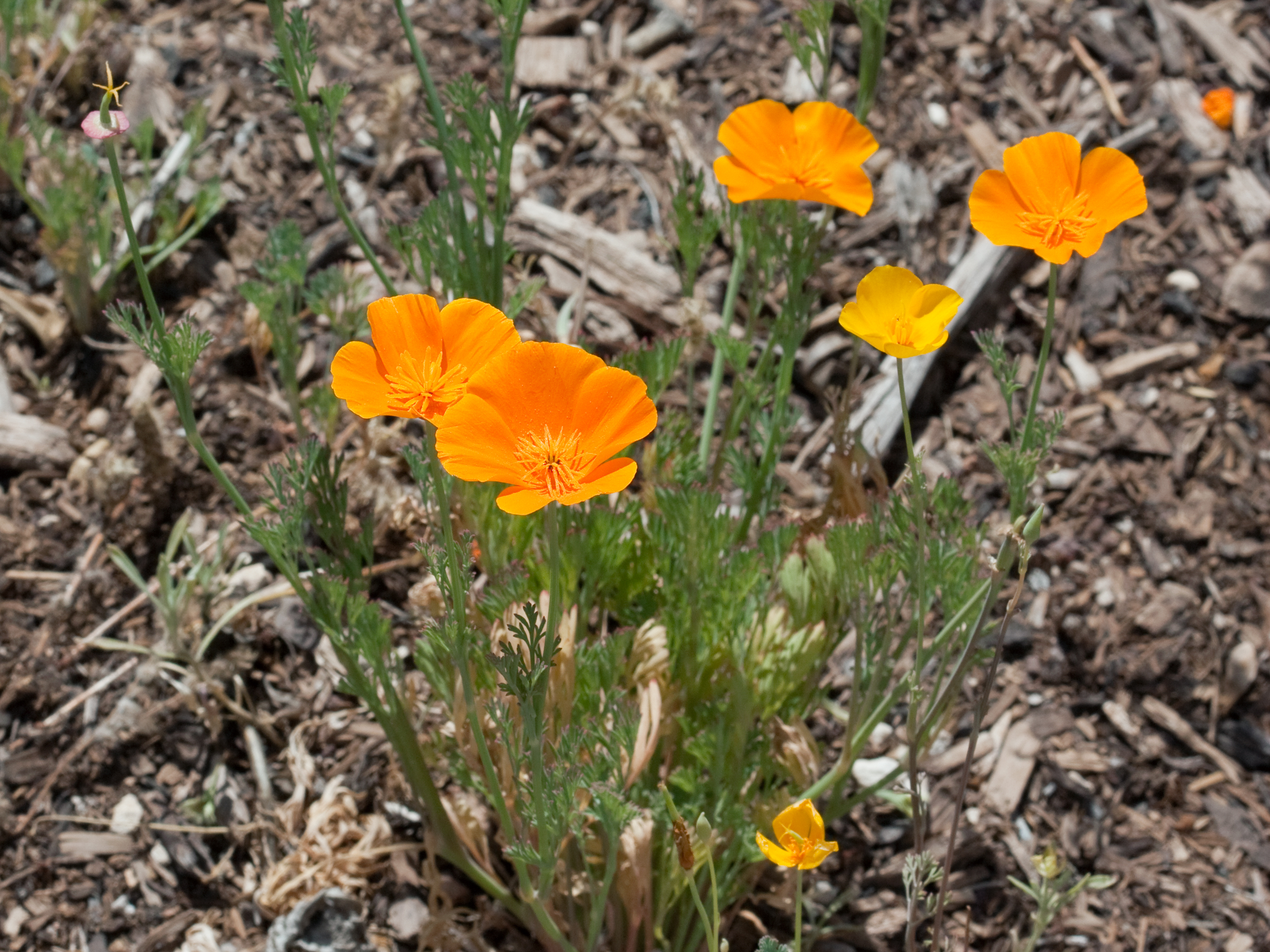
كتبت سارة ليمون التشريع الذي وصف الخشخاش الذهبي بزهرة ولاية كاليفورنيا.

كانت سارة ألين بلامر ليمون (بالإنجليزية: Sara Plummer Lemmon)‏ (3 سبتمبر 1836 - 15 يناير 1923) عالمة نباتات أمريكية. تم تسمية جبل ليمون في أريزونا باسمها، حيث كانت أول امرأة بيضاء تصعد إليه. كانت مسؤولة عن تعيين الخشخاش الذهبي (Eschscholzia californica) كزهرة ولاية كاليفورنيا في عام 1903. كما تم تسمية عدد من النباتات أيضًا على شرفها، بما في ذلك جنس Plummera الجديد (الذي تم وضعه حاليًا كجنس فرعي داخل Hymenoxys )، الذي وصفه عالم النبات بجامعة هارفارد آسا جراي في عام 1882.

## السنوات المبكرة
ولدت في نيو غلوستر بولاية ماين في 3 سبتمبر 1836. تلقت تعليمها في ماساتشوستس في كلية ووستر للطالبات. انتقلت بلامر بعد ذلك إلى مدينة نيويورك، لتدريس الفن هناك لعدة سنوات،  والدراسة في كوبر يونيون. عملت أيضًا كممرضة لمدة عام أو عامين خلال الحرب الأهلية.

## انتقلت إلى كاليفورنيا

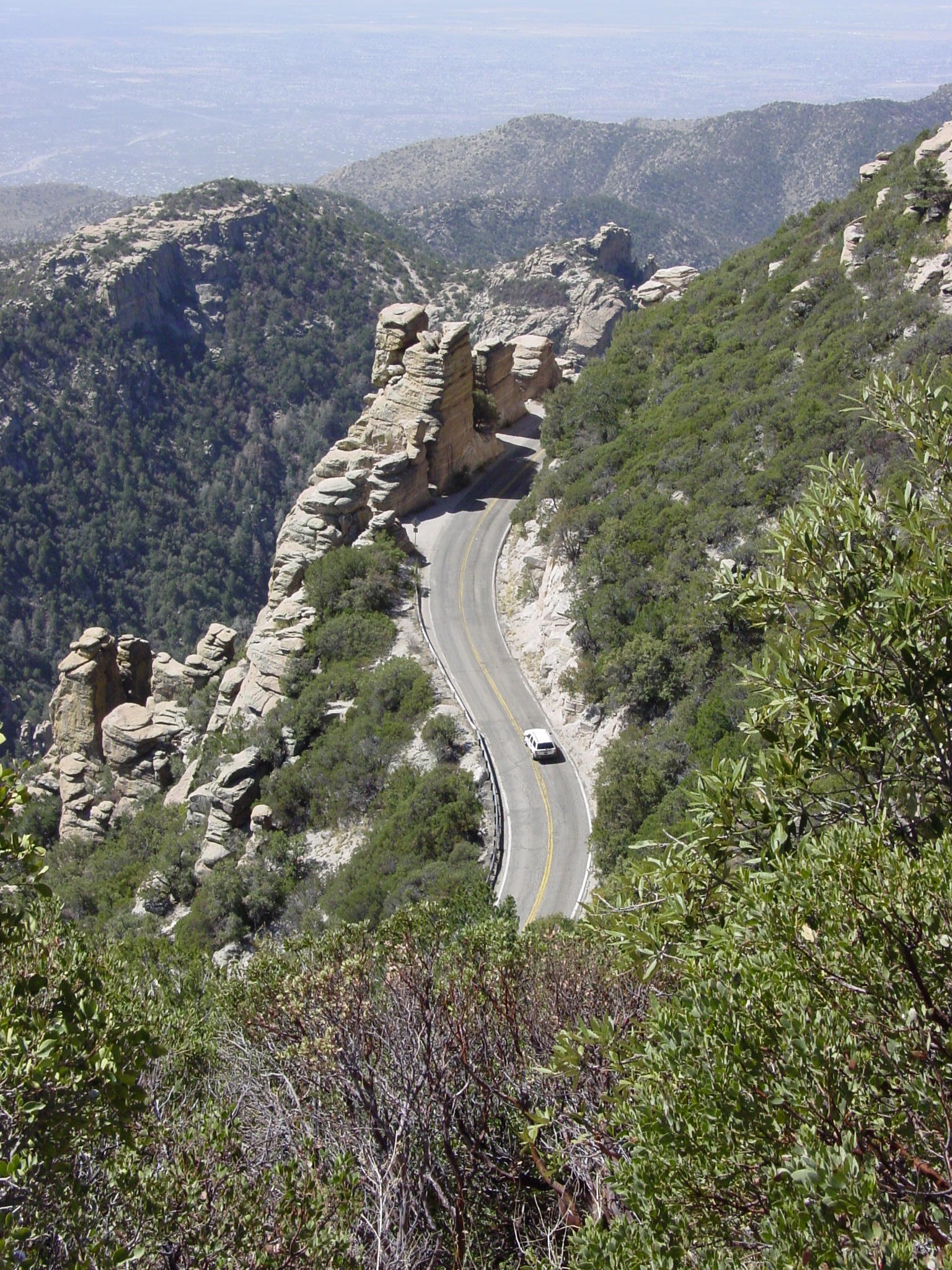
جبل ليمون ، أريزونا ، سميت باسم سارة ليمون

مرضت عام 1868-1869، وانتقلت إلى كاليفورنيا عام 1869، بعد أن سمعت من صديقتها كيف تحسنت صحتها بعد هذه الرحلة.   وصفت صحف اليوم بلامر بأنها "واحدة من" المثقفين "الأوائل الذين انتقلوا إلى سانتا باربرا،  بالفعل، في عام 1871  أنشأت مكتبة إقراض فأصبحت مركزًا ثقافيًا مهمًا لسانتا باربرا. بعد فترة وجيزة من وصولها إلى سانتا باربرا، أنشأت "مكتبة الإقراض ومستودع القرطاسية"، بمساعدة صديقة، وزير التوحيد هنري بيلوز، الذي ساعدها في الحصول على بضع مئات من المجلدات الأولى. تعمل من متجر مجوهرات في شارع ستيت، واقترضت بلامر 5 دولارات أو 10 سنتات لاستعارة الكتب، وباعت مجموعة متنوعة من المستلزمات الفنية والموسيقية، وعقدت تجمعات ثقافية بما في ذلك المحاضرات والمعارض الفنية.
أثناء المشي حول سانتا باربرا، اكتسبت اهتمامًا بعلم النبات، وحولت اهتمامتها نحو التوضيح النباتي.  التقت بلامر عام 1876 مع جون جيل (JG) ليمون (1831-1908) عندما كان يلقي محاضرة في سانتا باربرا. ، وهو من قدامى المحاربين في الحرب الأهلية وسجين أندرسونفيل السابق، مثل بلومر، عالم نباتات مدرب ذاتيًا. بدأ الزوجان المراسلة عبر الرسائل وعلمها ليمون في علم النبات. كما أرسلت له شجيرة وجدتها بالقرب من سانتا باربرا، وبعد أن قام صديق لها بفحصها، أطلق عليها اسم Baccharis plummerae تكريماً لها.  في عام 1880 تزوجا، يفترض بلامر اسمه.  في تلك المرحلة، باعت مكتبتها إلى زملاء Odd للعمل، وبدأت هي وجون ليمون في السفر وفهرسة الاكتشافات النباتية.
ليمون وزوجها جون يقضيا شهر العسل في جبال سانتا كاتالينا بالقرب من توكسون ، أريزونا بناء على توصيتها.  بمساعدة EO Stratton ، قاموا في النهاية بتسلق أعلى قمة، والتي أطلقوا عليها اسم جبل ليمون على شرفها - وهو واحد من الجبال القليلة التي سميت لامرأة.  أثناء رحلته، تحمل ليمون العديد من الصعوبات، ومع ذلك تمكن من اكتشاف وتصنيف عدد من الأنواع الفريدة من نوعها في الجبل.
بعد العودة من رحلتهم، واصلوا مساعيهم النباتية. شارك ليمون في تطوير معشبة ليمون في منزلهم في رقم 5985 تلغراف أفنيو،  تبرع بها لاحقًا إلى جامعة كاليفورنيا في بيركلي، حيث تم دمجها لاحقًا في الجامعة وجيبسون هيرباريا. واصلت ليمون الرسوم التوضيحية النباتية، واعتبرت في ذلك الوقت الفنانة الرسمية لمجلس ولاية كاليفورنيا للغابات (1888-1892)  واكتسبت سمعة وطنية لعملها.  في عام 1882، اكتشفت جنسًا جديدًا من النباتات يسمى Plummera floribunda . في عام 1893، ألقت محاضرة حول الحفاظ على الغابات في المعرض العالمي الكولومبي في شيكاغو.  خلال تسعينيات القرن التاسع عشر، دافعت أيضًا عن تبني الخشخاش الذهبي كزهرة ولاية كاليفورنيا، وفي النهاية كتبت مشروع القانون الذي أقرته الهيئة التشريعية في كاليفورنيا ووقع في عام 1903.

## الموت
توفي زوجها جون في عام 1908، وتوفيت سارة بلامر ليمون في كاليفورنيا عام 1923. دفن الزوجان في مقبرة ماونتن فيو في أوكلاند، في القطعة 46، مع خشخاش على قبرها.